# Wenezuela na Mistrzostwach Świata w Lekkoatletyce 2022
Wenezuela na Mistrzostwach Świata w Lekkoatletyce 2022 – reprezentacja Wenezueli podczas mistrzostw świata w Eugene liczyła 4 zawodniczki, występujące w 3 konkurencjach.

## Medaliści
| Medal | Zawodnik      | Konkurencja | Rezultat | Data     |
| ----- | ------------- | ----------- | -------- | -------- |
| złoto | Yulimar Rojas | trójskok    | 15,47    | 18 lipca |

## Skład reprezentacji

### Kobiety
| Zawodniczka          | Konkurencja                | Elimincje | Elimincje | Półfinał | Półfinał | Finał | Finał   | Źródło |
| Zawodniczka          | Konkurencja                | Wynik     | Pozycja   | Wynik    | Pozycja  | Wynik | Pozycja | Źródło |
| -------------------- | -------------------------- | --------- | --------- | -------- | -------- | ----- | ------- | ------ |
| Edymar Brea          | bieg na 5000 m             | 16:41,32  | 34.       | —        | —        | NQ    | NQ      | [ 1 ]  |
| Joselyn Daniely Brea | bieg na 5000 m             | 15:46,75  | 29.       | —        | —        | NQ    | NQ      | [ 1 ]  |
| Yoveinny Mota        | bieg na 100 m przez płotki | 13,12     | 24.       | NQ       | NQ       | NQ    | NQ      | [ 2 ]  |

| Zawodniczka   | Konkurencja | Kwalifikacje | Kwalifikacje | Finał | Finał   | Źródło      |
| Zawodniczka   | Konkurencja | Wynik        | Pozycja      | Wynik | Pozycja | Źródło      |
| ------------- | ----------- | ------------ | ------------ | ----- | ------- | ----------- |
| Yulimar Rojas | trójskok    | 14,72        | 1. Q         | 15,47 | 1.      | [ 3 ] [ 4 ] |